# Список депутатов Государственной думы Российской Федерации V созыва
В статье приводится состав Государственной думы Федерального собрания Российской Федерации пятого созыва по результатам выборов 2 декабря 2007 года, а также итоговый список депутатов Государственной думы, который отличается от изначального ввиду досрочного прекращения полномочий некоторых депутатов (из-за смерти или в результате добровольного сложения полномочий). Освободившиеся мандаты депутатов, избранных по партийным спискам, заполняются посредством их передачи другим кандидатам из того же списка.

## Персональный составГосударственной Думы России V созыва
Выбывшие депутаты выделены наклонным шрифтом.

### Политическая партия «Коммунистическая партия Российской Федерации»
| №  | ФИО                                | Дата вступления в должность | Избран по списку (№ в списке)                                                                                   |
| -- | ---------------------------------- | --------------------------- | --- |
| 1  | Алфёров, Жорес Иванович            | 24.12.2007                  | Федеральный список (№ 2)                                                                                        |
| 2  | Андреев, Андрей Анатольевич        | 24.12.2007                  | Республика Коми, Архангельская область (№ 1)                                                                    |
| 3  | Апарина, Алевтина Викторовна       | 24.12.2007                  | Волгоградская область                                                                                           |
| 4  | Афонин, Юрий Вячеславович          | 24.12.2007                  | Республика Башкортостан — Бирская, Республика Башкортостан — Уфимская                                           |
|    | Багаряков, Алексей Владимирович    | 26.03.2008                  | передан мандат Заполева М. М., Алтайский край                                                                   |
| 5  | Гаврилов, Сергей Анатольевич       | 24.12.2007                  | Воронежская область — Воронежская                                                                               |
| 6  | Горячева, Раиса Вениаминовна       | 07.04.2011                  | передан мандат скончавшегося Илюхина В. И., Пензенская область                                                  |
| 7  | Гостев, Руслан Георгиевич          | 24.12.2007                  | Воронежская область — Павловская                                                                                |
| 8  | Данилова, Нина Петровна            | 20.07.2011                  | передан мандат Багарякова А. В., Алтайский край                                                                 |
| 9  | Денисенко, Олег Иванович           | 24.12.2007                  | передан мандат Кравца А. А., Омская область                                                                     |
| 10 | Езерский, Николай Николаевич       | 24.12.2007                  | Свердловская область — Серовская, Свердловская область — Нижнетагильская, Свердловская область — Первоуральская |
| 11 | Зюганов, Геннадий Андреевич        | 24.12.2007                  | Федеральный список (№ 1)                                                                                        |
|    | Илюхин, Виктор Иванович †          | 24.12.2007                  | Пензенская область                                                                                              |
| 12 | Калашников, Леонид Иванович        | 24.03.2010                  | передан мандат скончавшегося Квицинского Ю. А. (Курская область), Самарская область                             |
| 13 | Кашин, Борис Сергеевич             | 24.12.2007                  | Республика Карелия, Мурманская область, Вологодская область                                                     |
| 14 | Кашин, Владимир Иванович           | 24.12.2007                  | Московская область (№ 1)                                                                                        |
| 15 | Коломейцев, Виктор Андреевич       | 24.12.2007                  | Ростовская область — Каменская, Ростовская область — Новочеркасская                                             |
| 16 | Коломейцев, Николай Васильевич     | 24.12.2007                  | Ростовская область — Ростовская, Ростовская область — Таганрогская                                              |
| 17 | Комоедов, Владимир Петрович        | 24.12.2007                  | Ленинградская область                                                                                           |
| 18 | Корниенко, Алексей Викторович      | 24.12.2007                  | Ульяновская область                                                                                             |
| 19 | Куликов, Александр Дмитриевич      | 24.12.2007                  | Ярославская область                                                                                             |
| 20 | Куликов, Олег Анатольевич          | 24.12.2007                  | Пермский край                                                                                                   |
| 21 | Купцов, Валентин Александрович     | 24.12.2007                  | Кировская область, Республика Марий Эл                                                                          |
| 22 | Левченко, Сергей Георгиевич        | 24.12.2007                  | Иркутская область, Усть-Ордынский Бурятский автономный округ                                                    |
| 23 | Локоть, Анатолий Евгеньевич        | 24.12.2007                  | Новосибирская область — Заельцовская, Новосибирская область — Искитимская                                       |
|    | Маслюков, Юрий Дмитриевич †        | 24.12.2007                  | Удмуртская республика                                                                                           |
| 24 | Мельников, Иван Иванович           | 24.12.2007                  | Город Москва (№ 1)                                                                                              |
| 25 | Муравленко, Сергей Викторович      | 24.12.2007                  | Белгородская область                                                                                            |
| 26 | Никитин, Владимир Степанович       | 24.12.2007                  | Калининградская область, Псковская область                                                                      |
| 27 | Новиков, Дмитрий Георгиевич        | 24.12.2007                  | Амурская область, Читинская область, Агинский Бурятский автономный округ                                        |
| 28 | Обухов, Сергей Павлович            | 24.12.2007                  | передан мандат Осадчего Н. И., Краснодарский край — Краснодарская                                               |
| 29 | Останина, Нина Александровна       | 24.12.2007                  | Кемеровская область                                                                                             |
| 30 | Паутов, Виктор Николаевич          | 24.12.2007                  | Владимирская область                                                                                            |
| 31 | Плетнева, Тамара Васильевна        | 24.12.2007                  | Тамбовская область                                                                                              |
| 32 | Пономарёв, Алексей Алексеевич      | 24.12.2007                  | Ивановская область, Костромская область                                                                         |
| 33 | Разворотнев, Николай Васильевич    | 24.12.2007                  | Липецкая область                                                                                                |
| 34 | Рашкин, Валерий Фёдорович          | 24.12.2007                  | Саратовская область                                                                                             |
| 35 | Решульский, Сергей Николаевич      | 24.12.2007                  | Республика Дагестан                                                                                             |
| 36 | Романов, Валентин Степанович       | 24.12.2007                  | Самарская область                                                                                               |
| 37 | Романов, Пётр Васильевич           | 24.12.2007                  | Брянская область                                                                                                |
| 38 | Русских, Алексей Юрьевич           | 24.12.2007                  | передан мандат Васильева Н. И., Московская область                                                              |
| 39 | Рябов, Николай Фёдорович           | 24.12.2007                  | Нижегородская область — Кстовская, Нижегородская область — Нижегородская                                        |
| 40 | Савицкая, Светлана Евгеньевна      | 24.12.2007                  | Город Санкт-Петербург (№ 1)                                                                                     |
| 41 | Сапожников, Николай Иванович       | 16.04.2010                  | передан мандат скончавшегося Маслюкова Ю. Д., Удмуртская республика                                             |
| 42 | Свечников, Пётр Григорьевич        | 24.12.2007                  | Челябинская область                                                                                             |
| 43 | Смолин, Олег Николаевич            | 24.12.2007                  | Город Москва (№ 3)                                                                                              |
| 44 | Собко, Сергей Васильевич           | 24.12.2007                  | Московская область (№ 3)                                                                                        |
| 45 | Сокол, Святослав Михайлович        | 24.12.2007                  | Город Санкт-Петербург (№ 2)                                                                                     |
| 46 | Соловьев, Вадим Георгиевич         | 24.12.2007                  | Тверская область                                                                                                |
| 47 | Стародубцев, Василий Александрович | 24.12.2007                  | Тульская область                                                                                                |
| 48 | Улас, Владимир Дмитриевич          | 24.12.2007                  | Город Москва (№ 2)                                                                                              |
| 49 | Федоткин, Владимир Николаевич      | 24.12.2007                  | Рязанская область                                                                                               |
| 50 | Харитонов, Николай Михайлович      | 24.12.2007                  | Федеральный список (№ 3)                                                                                        |
| 51 | Хахичев, Владимир Дмитриевич       | 24.12.2007                  | Орловская область                                                                                               |
| 52 | Чикин, Валентин Васильевич         | 24.12.2007                  | Оренбургская область                                                                                            |
| 53 | Ширшов, Константин Владимирович    | 24.12.2007                  | Краснодарский край — Крымская                                                                                   |
| 54 | Штогрин, Сергей Иванович           | 24.12.2007                  | Хабаровский край, Еврейская автономная область                                                                  |
| 55 | Шурчанов, Валентин Сергеевич       | 24.12.2007                  | Чувашская Республика                                                                                            |
| 56 | Эдель, Игорь Олегович              | 24.12.2007                  | Город Москва (№ 4)                                                                                              |
| 57 | Юрчик, Владислав Григорьевич       | 24.12.2007                  | Красноярский край                                                                                               |

### Политическая партия «Либерально-демократическая партия России»
| №  | ФИО                               | Дата вступления в должность | Избран по списку (№ в списке) |
| -- | --------------------------------- | --------------------------- | --- |
| 1  | Абельцев, Сергей Николаевич       | 26.03.2008                  | передан мандат Сироткина С. Н., Региональная группа № 68 (Тамбовская область)                                                                                            |
| 2  | Афанасьева, Елена Владимировна    | 24.12.2007                  | избрана, Региональная группа № 50 (Оренбургская область) |
| 3  | Ветров, Константин Владимирович   | 24.12.2007                  | избран, Региональная группа № 52 (Пермский край) |
| 4  | Воложинская, Татьяна Львовна      | 24.12.2007                  | избрана, Региональная группа № 48 (Новосибирская область) |
| 5  | Волчек, Денис Геннадьевич         | 24.12.2007                  | избран, Региональная группа № 59 (Город Санкт-Петербург) |
| 6  | Гасанов, Джамаладин Набиевич      | 24.12.2007                  | передан мандат Прокопенко В. Д, Региональная группа № 67 (Ставропольский край)                                                                                           |
| 7  | Горькова, Ирина Петровна          | 24.12.2007                  | избрана, Региональная группа № 44 (Московская область — Истринская, Московская область — Подольская, Московская область — Серпуховская, Московская область — Химкинская) |
| 8  | Давитиашвили, Денис Александрович | 29.04.2008                  | передан мандат Курдюмова А. Б., Региональная группа № 6 (Архангельская область)                                                                                          |
| 9  | Дубровская, Татьяна Борисовна     | 24.12.2007                  | избрана, Региональная группа № 42 (Город Москва) |
| 10 | Егиазарян, Ашот Геворкович        | 24.12.2007                  | избран, Региональная группа № 42 (Город Москва) |
| 11 | Жириновский, Владимир Вольфович   | 24.12.2007                  | избран, Федеральная группа кандидатов (№ 1) |
| 12 | Журко, Василий Васильевич         | 24.12.2007                  | избран, Региональная группа № 35 (Красноярский край) |
| 13 | Заварницин, Алексей Юрьевич       | 24.12.2007                  | избран, Региональная группа № 83 (Челябинская область — Златоустовская, Челябинская область — Магнитогорская)                                                            |
| 14 | Иванов, Сергей Владимирович       | 24.12.2007                  | избран, Региональная группа № 37 (Курская область, Орловская область) |
| 15 | Коган, Юрий Владимирович          | 24.12.2007                  | избран, Региональная группа № 57 (Самарская область — Волжская, Самарская область — Тольяттинская)                                                                       |
| 16 | Колесников, Олег Алексеевич       | 24.12.2007                  | избран, Региональная группа № 82 (Челябинская область — Калининская, Челябинская область — Кыштымская)                                                                   |
| 17 | Лебедев, Андрей Ярославович       | 06.03.2008                  | передан мандат Овсянникова В. А., Региональная группа № 38 (Ленинградская область)                                                                                       |
| 18 | Лебедев, Игорь Владимирович       | 24.12.2007                  | избран, Федеральная группа кандидатов (№ 3) |
| 19 | Луговой, Андрей Константинович    | 24.12.2007                  | избран, Федеральная группа кандидатов (№ 2) |
| 20 | Маркин, Эдуард Витальевич         | 24.12.2007                  | избран, Региональная группа № 64 (Свердловская область — Каменск-Уральская, Свердловская область — Первоуральская)                                                       |
| 21 | Мусатов, Михаил Иванович          | 24.12.2007                  | избран, Региональная группа № 55 (Ростовская область — Волгодонская, Ростовская область — Каменская, Ростовская область — Новочеркасская)                                |
| 22 | Напсо, Юрий Аисович               | 24.12.2007                  | избран, Региональная группа № 32 (Краснодарский край — Краснодарская, Краснодарский край — Крымская)                                                                     |
| 23 | Нилов, Ярослав Евгеньевич         | 14.07.2011                  | передан мандат Питкевича М. Ю. (Удмуртская Республика), Региональная группа № 39 (Липецкая область)                                                                      |
| 24 | Островский, Алексей Владимирович  | 24.12.2007                  | избран, Региональная группа № 66 (Калужская область, Смоленская область)                                                                                                 |
|    | Питкевич, Михаил Юрьевич          | 24.12.2007                  | избран, Региональная группа № 76 (Удмуртская Республика) |
| 25 | Рожков, Игорь Анатольевич         | 24.12.2007                  | избран, Региональная группа № 5 (Республика Саха (Якутия), Камчатский край, Амурская область, Магаданская область, Чукотский автономный округ)                           |
| 26 | Рохмистров, Максим Станиславович  | 24.12.2007                  | избран, Региональная группа № 13 (Владимирская область, Рязанская область)                                                                                               |
| 27 | Саркисян, Аркадий Рафикович       | 24.12.2007                  | избран, Региональная группа № 81 (Ханты-Мансийский автономный округ — Югра, Ямало-Ненецкий автономный округ)                                                             |
| 28 | Свистунов, Аркадий Николаевич     | 24.12.2007                  | избран, Региональная группа № 29 (Кемеровская область) |
| 29 | Свищев, Дмитрий Александрович     | 24.12.2007                  | передан мандат Петрова С. И., Региональная группа № 71 (Новгородская область, Тверская область)                                                                          |
| 30 | Селезнев, Валерий Сергеевич       | 24.12.2007                  | избран, Региональная группа № 53 (Приморский край) |
| 31 | Семёнов, Владимир Владиславович   | 24.12.2007                  | избран, Региональная группа № 4 (Алтайский край) |
| 32 | Слуцкий, Леонид Эдуардович        | 24.12.2007                  | избран, Региональная группа № 87 (Ярославская область) |
| 33 | Тараканов, Павел Владимирович     | 24.12.2007                  | избран, Региональная группа № 75 (Тюменская область) |
| 34 | Тарасюк, Василий Михайлович       | 24.12.2007                  | избран, Региональная группа № 14 (Волгоградская область) |
| 35 | Таскаев, Владимир Павлович        | 24.12.2007                  | избран, Региональная группа № 63 (Свердловская область — Нижнетагильская, Свердловская область — Серовская, Свердловская область — Центральная)                          |
| 36 | Тепляков, Евгений Нодариевич      | 24.12.2007                  | избран, Региональная группа № 33 (Краснодарский край — Сочинская, Краснодарский край — Усть-Лабинская)                                                                   |
| 37 | Фургал, Сергей Иванович           | 24.12.2007                  | избран, Региональная группа № 79 (Хабаровский край) |
| 38 | Хесин, Михаил Яковлевич           | 24.12.2007                  | избран, Региональная группа № 43 (Московская область — Дмитровская, Московская область — Коломенская, Московская область — Люберецкая, Московская область — Ногинская)   |
| 39 | Черкасов, Кирилл Игоревич         | 24.12.2007                  | избран, Региональная группа № 30 (Кировская область) |
| 40 | Шайхутдинов, Рифат Габдулхакович  | 24.12.2007                  | избран, Региональная группа № 85 (Читинская область) |

### Политическая партия «Справедливая Россия: Родина/Пенсионеры/Жизнь»
| №  | ФИО                                   | Дата вступления в должность | Избран по списку (№ в списке) |
| -- | ------------------------------------- | --------------------------- | --- |
| 1  | Аксаков, Анатолий Геннадьевич         | 24.12.2007                  | избран, Региональная группа № 20 (Чувашская Республика — Чувашия)                                                                                 |
| 2  | Бабаков, Александр Михайлович         | 24.12.2007                  | избран, Региональная группа № 41 (Воронежская область)                                                                                            |
| 3  | Багдасаров, Семён Аркадьевич          | 24.12.2007                  | передан мандат Бочкарева А. А., Региональная группа № 57 (Нижегородская область)                                                                  |
| 4  | Беляков, Антон Владимирович           | 24.12.2007                  | избран, Региональная группа № 38 (Владимирская область)                                                                                           |
| 5  | Бесчетнов, Константин Викторович      | 24.12.2007                  | передан мандат Золотухина В. С., Региональная группа № 29 (Пермский край)                                                                         |
| 6  | Бурков, Александр Леонидович          | 24.12.2007                  | избран, Региональная группа № 70 (Свердловская область — Нижнетагильская, Свердловская область — Первоуральская)                                  |
| 7  | Вторыгина, Елена Андреевна            | 24.12.2007                  | передан мандат Миронова С. М., Региональная группа № 34 (Архангельская область)                                                                   |
| 8  | Гартунг, Валерий Карлович             | 24.12.2007                  | избран, Региональная группа № 78 (Челябинская область — Златоустовская, Челябинская область — Калининская, Челябинская область — Кыштымская)      |
| 9  | Глубоковская, Эльмира Гусейновна      | 24.12.2007                  | передан мандат Войтовского В. Т., Региональная группа № 30 (Приморский край)                                                                      |
| 10 | Горячева, Светлана Петровна           | 24.12.2007                  | избрана, Федеральный список (№ 2) |
| 11 | Грачёв, Иван Дмитриевич               | 24.12.2007                  | избран, Региональная группа № 43 (Иркутская область)                                                                                              |
| 12 | Грешневиков, Анатолий Николаевич      | 24.12.2007                  | избран, Региональная группа № 81 (Ярославская область)                                                                                            |
| 13 | Гудков, Геннадий Владимирович         | 24.12.2007                  | избран, Региональная группа № 55 (Московская область — Коломенская, Московская область — Подольская, Московская область — Серпуховская)           |
| 14 | Дмитриева, Оксана Генриховна          | 24.12.2007                  | избрана, Региональная группа № 83 (Город Санкт-Петербург)                                                                                         |
| 15 | Драпеко, Елена Григорьевна            | 24.12.2007                  | избрана, Региональная группа № 51 (Ленинградская область)                                                                                         |
| 16 | Емельянов, Михаил Васильевич          | 24.12.2007                  | избран, Региональная группа № 65 (Ростовская область)                                                                                             |
| 17 | Зубов, Валерий Михайлович             | 24.12.2007                  | избран, Региональная группа № 28 (Красноярский край)                                                                                              |
| 18 | Касьянов, Игорь Николаевич            | 24.12.2007                  | избран, Региональная группа № 47 (Кировская область)                                                                                              |
| 19 | Кузьмина, Алла Владимировна           | 24.12.2007                  | избрана, Региональная группа № 31 (Ставропольский край)                                                                                           |
| 20 | Левичев, Николай Владимирович         | 24.12.2007                  | передан мандат Соколова А. С., Региональная группа № 82 (Город Москва)                                                                            |
| 21 | Лекарева, Вера Александровна          | 24.12.2007                  | передан мандат Тархова В. А., Региональная группа № 67 (Самарская область)                                                                        |
| 22 | Ломакин-Румянцев, Александр Вадимович | 24.12.2007                  | избран, Региональная группа № 53 (Московская область — Дмитровская, Московская область — Люберецкая, Московская область — Ногинская)              |
| 23 | Лукьянова, Кира Александровна         | 24.12.2007                  | избрана, Региональная группа № 68 (Саратовская область)                                                                                           |
| 24 | Мизулина, Елена Борисовна             | 24.12.2007                  | избрана, Региональная группа № 60 (Омская область)                                                                                                |
| 25 | Михеев, Олег Леонидович               | 24.12.2007                  | избран, Региональная группа № 39 (Волгоградская область)                                                                                          |
| 26 | Москалькова, Татьяна Николаевна       | 24.12.2007                  | избрана, Региональная группа № 54 (Московская область — Истринская, Московская область — Химкинская)                                              |
| 27 | Музыкаев, Аднан Абдулаевич            | 24.12.2007                  | избран, Региональная группа № 16 (Республика Татарстан (Татарстан) — Набережночелнинская, Республика Татарстан (Татарстан) — Нефтяная)            |
| 28 | Петров, Сергей Анатольевич            | 24.12.2007                  | передан мандат Митина А. Н., Региональная группа № 61 (Оренбургская область)                                                                      |
| 29 | Пономарев, Илья Владимирович          | 24.12.2007                  | избран, Региональная группа № 59 (Новосибирская область)                                                                                          |
| 30 | Старшинов, Михаил Евгеньевич          | 24.12.2007                  | избран, Региональная группа № 71 (Смоленская область, Тверская область)                                                                           |
| 31 | Терентьев, Александр Васильевич       | 24.12.2007                  | избран, Региональная группа № 21 (Республика Алтай, Алтайский край)                                                                               |
| 32 | Тумусов, Федот Семёнович              | 24.12.2007                  | избран, Региональная группа № 13 (Республика Саха (Якутия), Магаданская область)                                                                  |
| 33 | Хованская, Галина Петровна            | 24.12.2007                  | избрана, Региональная группа № 82 (Город Москва)                                                                                                  |
| 34 | Черешнев, Валерий Александрович       | 24.12.2007                  | избран, Региональная группа № 69 (Свердловская область — Каменск-Уральская, Свердловская область — Серовская, Свердловская область — Центральная) |
| 35 | Четвериков, Александр Владимирович    | 24.12.2007                  | избран, Региональная группа № 50 (Курская область)                                                                                                |
| 36 | Шеин, Олег Васильевич                 | 24.12.2007                  | избран, Региональная группа № 35 (Республика Калмыкия, Астраханская область)                                                                      |
| 37 | Шестаков, Василий Борисович           | 24.12.2007                  | избран, Региональная группа № 83 (Город Санкт-Петербург)                                                                                          |
| 38 | Шудегов, Виктор Евграфович            | 24.12.2007                  | избран, Региональная группа № 18 (Удмуртская Республика)                                                                                          |

### Политическая партия «Единая Россия»
| №   | ФИО                                  | Дата вступления в должность | Избран по списку (№ в списке)                                                                                              |
| --- | ------------------------------------ | --------------------------- | --- |
| 1   | Абрамов, Виктор Семёнович            | 24.12.2007                  | передан мандат Зеленина Д. В., Региональная группа 72: Тверская область                                                    |
| 2   | Амирилаев, Адам Баширович            | 24.12.2007                  | избран, Региональная группа 5: Республика Дагестан                                                                         |
| 3   | Аникеев, Григорий Викторович         | 24.12.2007                  | передан мандат Рыбакова А. П., Региональная группа 35: Владимирская область                                                |
| 4   | Антонов, Виктор Васильевич           | 24.12.2007                  | передан мандат Кузнецова М. В., Региональная группа 63: Псковская область                                                  |
| 5   | Антонов, Роман Валерьевич            | 24.12.2007                  | избран, Региональная группа 56: Нижегородская область                                                                      |
| 6   | Архипов, Игорь Витальевич            | 23.09.2010                  | передан мандат Зеленского Ю. Б., Региональная группа 67: Саратовская область                                               |
| 7   | Аршба, Отари Ионович                 | 24.12.2007                  | избран, Региональная группа 46: Кемеровская область                                                                        |
| 8   | Асеев, Владимир Михайлович           | 24.12.2007                  | избран, Региональная группа 82: Ханты-Мансийский автономный округ-Югра                                                     |
| 9   | Ахметов, Спартак Галеевич            | 24.12.2007                  | избран, Региональная группа 3: Республика Башкортостан                                                                     |
| 10  | Бабич, Михаил Викторович             | 24.12.2007                  | избран, Региональная группа 35: чувашская республика                                                                       |
| 11  | Балыхин, Григорий Артёмович          | 24.12.2007                  | избран, Региональная группа 76: Ульяновская область                                                                        |
| 12  | Банщиков, Михаил Константинович      | 24.12.2007                  | передан мандат Позгалёва В. Е., Региональная группа 39: Вологодская область                                                |
| 13  | Баринов, Игорь Вячеславович          | 24.12.2007                  | избран, Региональная группа 69: Свердловская область                                                                       |
| 14  | Баскаев, Аркадий Георгиевич          | 24.12.2007                  | избран, Региональная группа 54: Московская область                                                                         |
| 15  | Беднов, Александр Викторович         | 24.12.2007                  | передан мандат Кирилина А. Н., Региональная группа 66: Самарская область                                                   |
| 16  | Белова, Ирина Олеговна               | 10.10.2011                  | передан мандат скончавшегося Стальмахова В. А., Региональная группа 56: Нижегородская область                              |
| 17  | Белоконев, Сергей Юрьевич            | 24.12.2007                  | избран, Региональная группа 70: Смоленская область                                                                         |
| 18  | Берестов, Александр Павлович         | 24.12.2007                  | передан мандат Юревича М. В., Региональная группа 77: Челябинская область                                                  |
| 19  | Берхеев, Ильдар Мансурович           | 11.02.2011                  | передан мандат Сергеевой Г. И., Региональная группа 16: Республика Татарстан (Татарстан)                                   |
| 20  | Бобровская, Ольга Владимировна       | 20.07.2011                  | передан мандат Рязанского В. В., Региональная группа 50: Курская область                                                   |
| 21  | Бобырев, Валентин Васильевич         | 24.12.2007                  | избран, Региональная группа 58: Новосибирская область                                                                      |
| 22  | Богомолов, Валерий Николаевич        | 24.12.2007                  | избран, Региональная группа 39: Вологодская область                                                                        |
| 23  | Богомольный, Евгений Исаакович       | 24.12.2007                  | избран, Региональная группа 18: Удмуртская Республика                                                                      |
| 24  | Богуславский, Ирек Борисович         | 24.12.2007                  | избран, Региональная группа 16: Республика Татарстан                                                                       |
| 25  | Борзова, Ольга Георгиевна            | 24.12.2007                  | избрана, Региональная группа 64: Ростовская область                                                                        |
| 26  | Борисовец, Юрий Львович              | 24.12.2007                  | избран, Региональная группа 26: Пермский край                                                                              |
| 27  | Борцов, Николай Иванович             | 24.12.2007                  | избран, Региональная группа 52: Липецкая область                                                                           |
| 28  | Бочаров, Андрей Иванович             | 24.12.2007                  | избран, Региональная группа 34: Брянская область                                                                           |
| 29  | Бударин, Николай Михайлович          | 24.12.2007                  | передан мандат Фёдорова Н. В., Региональная группа 21: Чувашская Республика — Чувашия                                      |
| 30  | Бурносов, Александр Леонидович       | 24.12.2007                  | избран, Региональная группа 54: Московская область                                                                         |
| 31  | Бурыкина, Наталья Викторовна         | 24.12.2007                  | передан мандат Лужкова Ю. М., Региональная группа 80: Город Москва                                                         |
| 32  | Валенчук, Олег Дорианович            | 24.12.2007                  | избран, Региональная группа 47: Кировская область                                                                          |
| 33  | Варшавский, Вадим Евгеньевич         | 24.12.2007                  | избран, Региональная группа 64: Ростовская область                                                                         |
| 34  | Васильев, Владимир Абдуалиевич       | 24.12.2007                  | избран, Региональная группа 72: Тверская область                                                                           |
| 35  | Васильев, Юрий Викторович            | 24.12.2007                  | избран, Региональная группа 7: Кабардино-Балкарская Республика                                                             |
| 36  | Вахаев, Хож-Магомед Хумайдович       | 24.12.2007                  | избран, Региональная группа 20: Чеченская Республика                                                                       |
| 37  | Водолацкий, Виктор Петрович          | 24.12.2007                  | передан мандат Чуба В. Ф., Региональная группа 64: Ростовская область                                                      |
| 38  | Войтенко, Виктор Петрович            | 24.12.2007                  | передан мандат Гениатулина Р. Ф., Региональная группа 78: Читинская область, Агинский Бурятский автономный округ           |
| 39  | Волков, Алексей Николаевич           | 24.12.2007                  | передан мандат Михайлова А. Н., Региональная группа 50: Курская область                                                    |
| 40  | Волков, Юрий Николаевич              | 24.12.2007                  | избран, Региональная группа 45: Калужская область                                                                          |
|     | Володин, Вячеслав Викторович         | 24.12.2007                  | избран, Региональная группа 67: Саратовская область                                                                        |
| 41  | Воробьев, Андрей Юрьевич             | 24.12.2007                  | избран, Региональная группа 25: Красноярский край                                                                          |
|     | Воронова, Татьяна Геннадьевна        | 24.12.2007                  | передан мандат Якубовского В. В., Региональная группа 43: Иркутская область, Усть-Ордынский Бурятский автономный округ     |
| 42  | Востротин, Валерий Александрович     | 24.12.2007                  | избран, Региональная группа 49: Курганская область                                                                         |
| 43  | Вяткин, Дмитрий Фёдорович            | 24.12.2007                  | передан мандат Сумина П. И., Региональная группа 77: Челябинская область                                                   |
| 44  | Габдрахманов, Ильдар Нуруллович      | 24.12.2007                  | избран, Региональная группа 80: Город Москва                                                                               |
| 45  | Гаджиев, Магомед Тажудинович         | 24.12.2007                  | избран, Региональная группа 5: Республика Дагестан                                                                         |
| 46  | Гайнуллина, Фарида Исмагиловна       | 24.12.2007                  | избрана, Региональная группа 62: Пензенская область                                                                        |
| 47  | Гальцова, Ольга Дмитриевна           | 24.12.2007                  | передан мандат Котельникова Г. П., Региональная группа 66: Самарская область                                               |
| 48  | Гальченко, Валерий Владимирович      | 24.12.2007                  | избран, Региональная группа 54: Московская область                                                                         |
| 49  | Гасанов, Магомедкади Набиевич        | 24.12.2007                  | избран, Региональная группа 5: Республика Дагестан                                                                         |
| 50  | Герасименко, Николай Фёдорович       | 24.12.2007                  | избран, Региональная группа 22: Алтайский край                                                                             |
| 51  | Герасимова, Надежда Васильевна       | 24.12.2007                  | избрана, Региональная группа 28: Ставропольский край                                                                       |
| 52  | Гильмутдинов, Ильдар Ирекович        | 24.12.2007                  | избран, Региональная группа 16: Республика Татарстан (Татарстан)                                                           |
| 53  | Гималетдинов, Ильдар Мансурович      | 24.12.2007                  | избран, Региональная группа 3: Республика Башкортостан                                                                     |
| 54  | Гималов, Рафаэль Имамович            | 24.12.2007                  | избран, Региональная группа 26: Пермский край                                                                              |
| 55  | Гладилин, Валерий Павлович           | 18.01.2008                  | передан мандат Антуфьева С. В., Региональная группа 70: Смоленская область                                                 |
| 56  | Говорухин, Станислав Сергеевич       | 24.12.2007                  | избран, Региональная группа 80: Город Москва                                                                               |
| 57  | Голиков, Георгий Георгиевич          | 24.12.2007                  | избран, Региональная группа 33: Белгородская область                                                                       |
| 58  | Головнёв, Владимир Александрович     | 24.12.2007                  | передан мандат Митина С. Г., Региональная группа 57: Новгородская область                                                  |
| 59  | Голушко, Андрей Иванович             | 24.12.2007                  | передан мандат Бооса Г. В., Региональная группа 44: Калининградская область                                                |
| 60  | Гольдштейн, Ростислав Эрнстович      | 24.12.2007                  | передан мандат Зенищева Р. В., Региональная группа 11: Республика Коми                                                     |
| 61  | Гончар, Николай Николаевич           | 24.12.2007                  | избран, Региональная группа 80: Город Москва                                                                               |
| 62  | Горбачёв, Владимир Лукич             | 24.12.2007                  | избран, Региональная группа 24: Краснодарский край                                                                         |
| 63  | Гребёнкин, Олег Анатольевич          | 24.12.2007                  | избран, Региональная группа 80: Город Москва                                                                               |
| 64  | Гридин, Владимир Григорьевич         | 24.12.2007                  | избран, Региональная группа 46: Кемеровская область                                                                        |
| 65  | Гришанков, Михаил Игнатьевич         | 24.12.2007                  | избран, Региональная группа 26: Пермский край                                                                              |
|     | Груздев, Владимир Сергеевич          | 24.12.2007                  | избран, Региональная группа 80: Город Москва                                                                               |
| 66  | Грызлов, Борис Вячеславович          | 24.12.2007                  | избран, Региональная группа 81: Город Санкт-Петербург                                                                      |
| 67  | Губайдуллин, Ринат Шайхуллович       | 24.12.2007                  | избран, Региональная группа 16: Республика Татарстан (Татарстан)                                                           |
| 68  | Губкин, Анатолий Алексеевич          | 24.12.2007                  | передан мандат Пономаренко В. Л., Региональная группа 73: Томская область                                                  |
| 69  | Гужвин, Пётр Анатольевич             | 24.12.2007                  | передан мандат Жилкина А. А., Региональная группа 32: Астраханская область                                                 |
| 70  | Гуляев, Руслан Александрович         | 07.07.2010                  | передан мандат Лобанова И. В., Региональная группа 62: Пензенская область                                                  |
| 71  | Гуров, Александр Иванович            | 24.12.2007                  | избран, Региональная группа 71: Тамбовская область                                                                         |
| 72  | Дедов, Виктор Михайлович             | 24.12.2007                  | передан мандат Росселя Э. Э., Региональная группа 69: Свердловская область                                                 |
| 73  | Делимханов, Адам Султанович          | 24.12.2007                  | избран, Региональная группа 20: Чеченская Республика                                                                       |
| 74  | Демченко, Иван Иванович              | 24.12.2007                  | передан мандат Бекетова В. А., Региональная группа 24: Краснодарский край                                                  |
| 75  | Денисов, Валентин Петрович           | 24.12.2007                  | избран, Региональная группа 76: Ульяновская область                                                                        |
| 76  | Драганов, Валерий Гаврилович         | 24.12.2007                  | избран, Региональная группа 54: Московская область                                                                         |
| 77  | Друсинов, Валентин Дмитриевич        | 24.12.2007                  | передан мандат Громова Б. В., Региональная группа 54: Московская область                                                   |
| 78  | Дубровин, Вячеслав Анатольевич       | 24.12.2007                  | передан мандат Артамонова А. Д., Региональная группа 45: Калужская область                                                 |
|     | Дюдяев, Геннадий Тимофеевич †        | 24.12.2007                  | избран, Региональная группа 46: Кемеровская область                                                                        |
| 79  | Егоров, Сергей Николаевич            | 24.12.2007                  | избран, Региональная группа 62: Пензенская область                                                                         |
| 80  | Езубов, Алексей Петрович             | 24.12.2007                  | передан мандат Ткачёва А. Н., Региональная группа 24: Краснодарский край                                                   |
| 81  | Ермакова, Наталья Афанасьевна        | 24.12.2007                  | избрана, Региональная группа 46: Кемеровская область                                                                       |
| 82  | Железняк, Сергей Владимирович        | 24.12.2007                  | избран, Региональная группа 80: Город Москва                                                                               |
| 83  | Жолобов, Олег Владимирович           | 24.12.2007                  | передан мандат Воронина И. Н., Региональная группа 37: Волгоградская область — Волжская                                    |
| 84  | Журова, Светлана Сергеевна           | 24.12.2007                  | избрана, Региональная группа 51: Ленинградская область                                                                     |
| 85  | Заварзин, Виктор Михайлович          | 24.12.2007                  | избран, Региональная группа 60: Оренбургская область                                                                       |
| 86  | Завгаев, Ахмар Гапурович             | 24.12.2007                  | избран, Региональная группа 20: Чеченская Республика                                                                       |
| 87  | Загидуллов, Марат Фаридович          | 24.12.2007                  | избран, Региональная группа 16: Республика Татарстан (Татарстан)                                                           |
| 88  | Зайцев, Константин Борисович         | 24.12.2007                  | избран, Региональная группа 43: Иркутская область, Усть-Ордынский Бурятский автономный округ                               |
| 89  | Залиханов, Михаил Чоккаевич          | 24.12.2007                  | избран, Региональная группа 7: Кабардино-Балкарская Республика                                                             |
| 90  | Затулин, Константин Фёдорович        | 24.12.2007                  | избран, Региональная группа 80: Город Москва                                                                               |
| 91  | Захарова, Светлана Юрьевна           | 24.12.2007                  | избрана, Региональная группа 67: Саратовская область                                                                       |
| 92  | Захарьящев, Василий Иванович         | 24.12.2007                  | передан мандат Васильева В. Н., Региональная группа 81: Город Санкт-Петербург                                              |
| 93  | Звагельский, Виктор Фридрихович      | 24.12.2007                  | избран, Региональная группа 80: Город Москва                                                                               |
|     | Зеленский, Юрий Борисович            | 24.12.2007                  | избран, Региональная группа 67: Саратовская область                                                                        |
|     | Зимин, Виктор Михайлович             | 24.12.2007                  | избран, Региональная группа 19: Республика Хакасия                                                                         |
| 94  | Зиновьев, Василий Васильевич         | 24.12.2007                  | передан мандат Шойгу С. К., Региональная группа 28: Ставропольский край                                                    |
| 95  | Зубарев, Виктор Владиславович        | 24.12.2007                  | передан мандат Пимашкова П. И., Региональная группа 25: Красноярский край                                                  |
| 96  | Зубицкий, Борис Давыдович            | 24.12.2007                  | избран, Региональная группа 74: Тульская область                                                                           |
| 97  | Зырянов, Павел Александрович         | 24.12.2007                  | передан мандат Чернецкого А. М., Региональная группа 69: Свердловская область                                              |
| 98  | Иванов, Анатолий Семёнович           | 24.12.2007                  | передан мандат Артякова В. В., Региональная группа 66: Самарская область                                                   |
| 99  | Иванов, Михаил Петрович              | 27.01.2008                  | передан мандат Сигуткина А. А., Региональная группа 63: Псковская область                                                  |
| 100 | Ивлиев, Григорий Петрович            | 24.12.2007                  | передан мандат Кулагина Д. В., Региональная группа 60: Оренбургская область                                                |
| 101 | Игнатова, Марина Валерьевна          | 24.12.2007                  | передан мандат Гончарова Н. В., Региональная группа 28: Ставропольский край                                                |
| 102 | Игошин, Игорь Николаевич             | 24.12.2007                  | избран, Региональная группа 47: Кировская область                                                                          |
| 103 | Изотова, Галина Сергеевна            | 24.12.2007                  | избрана, Региональная группа 57: Новгородская область                                                                      |
| 104 | Исаев, Андрей Константинович         | 24.12.2007                  | избран, Региональная группа 35: Владимирская область                                                                       |
| 105 | Исаев, Ризвангаджи Абдулаевич        | 24.12.2007                  | передан мандат Алиева М. Г., Региональная группа 5: Республика Дагестан                                                    |
|     | Исаев, Эрнст Фаритович               | 24.12.2007                  | избран, Региональная группа 3: Республика Башкортостан                                                                     |
| 106 | Исаев, Юрий Олегович                 | 24.12.2007                  | избран, Региональная группа 41: Воронежская область — Павловская                                                           |
| 107 | Исаков, Игорь Анатольевич            | 08.10.2008                  | передан мандат Мельникова В. В., Региональная группа 25: Красноярский край                                                 |
| 108 | Искужин, Рамиль Кабирович            | 24.12.2007                  | избран, Региональная группа 3: Республика Башкортостан                                                                     |
| 109 | Иткулов, Салават Гильмишарифович     | 24.12.2007                  | передан мандат Тулеева А. М., Региональная группа 46: Кемеровская область                                                  |
| 110 | Ишмуратова, Светлана Ирековна        | 24.12.2007                  | передан мандат Рашникова В. Ф., Региональная группа 77: Челябинская область                                                |
| 111 | Ищенко, Александр Николаевич         | 24.12.2007                  | избран, Региональная группа 28: Ставропольский край                                                                        |
| 112 | Кабаева, Алина Маратовна             | 24.12.2007                  | избрана, Региональная группа 16: Республика Татарстан (Татарстан)                                                          |
| 113 | Кабанова, Валентина Викторовна       | 14.05.2008                  | передан мандат Ковалёва О. И., Региональная группа 54: Московская область                                                  |
| 114 | Казаков, Виктор Алексеевич           | 24.12.2007                  | избран, Региональная группа 66: Самарская область                                                                          |
| 115 | Казарин, Виктор Николаевич           | 02.04.2010                  | передан мандат Комаровой Н. В., Региональная группа 83: Ямало-Ненецкий автономный округ                                    |
| 116 | Камалов, Хамит Искарович             | 24.12.2007                  | передан вакантный мандат, Региональная группа 78: Читинская область, Агинский Бурятский автономный округ                   |
|     | Капков, Сергей Александрович         | 24.12.2007                  | передан вакантный мандат, Региональная группа 53: Магаданская область, Чукотский автономный округ                          |
| 117 | Карабасов, Юрий Сергеевич            | 24.12.2007                  | избран, Региональная группа 80: Город Москва                                                                               |
| 118 | Карелин, Александр Александрович     | 24.12.2007                  | избран, Региональная группа 28: Ставропольский край                                                                        |
| 119 | Карелова, Галина Николаевна          | 24.12.2007                  | избрана, Региональная группа 40: Воронежская область — Воронежская                                                         |
| 120 | Кармазина, Раиса Васильевна          | 24.12.2007                  | избрана, Региональная группа 25: Красноярский край                                                                         |
| 121 | Карпович, Наталья Николаевна         | 24.12.2007                  | избрана, Региональная группа 81: Город Санкт-Петербург                                                                     |
| 122 | Кауфман, Юрий Алексеевич             | 24.12.2007                  | избран, Региональная группа 46: Кемеровская область                                                                        |
| 123 | Квитка, Иван Иванович                | 24.12.2007                  | избран, Региональная группа 75: Тюменская область                                                                          |
| 124 | Кидяев, Виктор Борисович             | 29.05.2009                  | передан мандат Коргунова О. Н., Региональная группа 13: Республика Мордовия                                                |
| 125 | Киекбаев, Мурат Джелилович           | 24.12.2007                  | избран, Региональная группа 3: Республика Башкортостан                                                                     |
| 126 | Клименко, Владимир Витальевич        | 24.12.2007                  | избран, Региональная группа 58: Новосибирская область                                                                      |
| 127 | Климов, Андрей Аркадьевич            | 24.12.2007                  | передан мандат Девяткина Н. А., Региональная группа 26: Пермский край                                                      |
| 128 | Клинцевич, Франц Адамович            | 24.12.2007                  | избран, Региональная группа 48: Костромская область                                                                        |
| 129 | Клюкин, Александр Николаевич         | 24.12.2007                  | избран, Региональная группа 25: Красноярский край                                                                          |
| 130 | Кнорр, Андрей Филиппович             | 24.12.2007                  | передан мандат Карлина А. Б., Региональная группа 22: Алтайский край                                                       |
| 131 | Кобзон, Иосиф Давыдович              | 24.12.2007                  | избран, Региональная группа 78: Читинская область, Агинский Бурятский автономный округ                                     |
| 132 | Ковалёв, Николай Дмитриевич          | 24.12.2007                  | избран, Региональная группа 61: Орловская область                                                                          |
|     | Коваль, Александр Павлович           | 24.12.2007                  | избран, Региональная группа 69: Свердловская область                                                                       |
| 133 | Коган, Александр Борисович           | 24.12.2007                  | избран, Региональная группа 60: Оренбургская область                                                                       |
| 134 | Козерадский, Анатолий Александрович  | 24.12.2007                  | передан мандат Некрасова С. Г., Региональная группа 56: Нижегородская область                                              |
| 135 | Козловский, Александр Александрович  | 24.12.2007                  | избран, Региональная группа 16: Республика Татарстан (Татарстан)                                                           |
| 136 | Кокошин, Андрей Афанасьевич          | 24.12.2007                  | избран, Региональная группа 79: Ярославская область                                                                        |
| 137 | Колесников, Владимир Ильич           | 24.12.2007                  | передан мандат Меня М. А., Региональная группа 42: Ивановская область                                                      |
| 138 | Колесников, Сергей Иванович          | 24.12.2007                  | передан мандат Тишанина А. Г., Региональная группа 43: Иркутская область, Усть-Ордынский Бурятский автономный округ        |
| 139 | Комаров, Фоат Фагимович              | 24.12.2007                  | избран, Региональная группа 16: Республика Татарстан (Татарстан)                                                           |
|     | Комарова, Наталья Владимировна       | 24.12.2007                  | избрана, Региональная группа 83: Ямало-Ненецкий автономный округ                                                           |
|     | Комиссаров, Валерий Яковлевич        | 24.12.2007                  | избран, Региональная группа 12: Республика Марий Эл                                                                        |
| 140 | Кондакова, Елена Владимировна        | 24.12.2007                  | передан мандат Петрова В. И., Региональная группа 36: Волгоградская область — Волгоградская                                |
| 141 | Кондратов, Руслан Викторович         | 24.12.2007                  | передан мандат Дарькина С. М., Региональная группа 27: Приморский край                                                     |
| 142 | Копылов, Василий Васильевич          | 24.12.2007                  | избран, Региональная группа 13: Республика Мордовия                                                                        |
|     | Коргунов, Олег Николаевич            | 24.12.2007                  | передан мандат Меркушина Н. И., Региональная группа 13: Республика Мордовия                                                |
| 143 | Корендясев, Анатолий Александрович   | 24.12.2007                  | передан мандат Кабанова В. А., Региональная группа 37: Волгоградская область — Волжская                                    |
| 144 | Коржаков, Александр Васильевич       | 24.12.2007                  | передан мандат Дудки В. Д., Региональная группа 74: Тульская область                                                       |
| 145 | Корнилов, Валерий Александрович      | 24.12.2007                  | передан мандат Булавинова В. Е., Региональная группа 56: Нижегородская область                                             |
| 146 | Коробов, Максим Леонидович           | 24.12.2007                  | передан мандат Кресса В. М., Региональная группа 73: Томская область                                                       |
| 147 | Косачёв, Константин Иосифович        | 24.12.2007                  | избран, Региональная группа 21: Чувашская Республика — Чувашия                                                             |
| 148 | Кравченко, Валерий Николаевич        | 24.12.2007                  | избран, Региональная группа 24: Краснодарский край                                                                         |
| 149 | Крашенинников, Павел Владимирович    | 24.12.2007                  | избран, Региональная группа 3: Республика Башкортостан                                                                     |
| 150 | Крупенников, Владимир Александрович  | 19.09.2011                  | передан мандат Груздева В. С., Региональная группа 80: Город Москва                                                        |
| 151 | Кузнецов, Василий Федотович          | 24.12.2007                  | избран, Региональная группа 4: Республика Бурятия                                                                          |
| 152 | Кузьмичева, Екатерина Ивановна       | 24.12.2007                  | избрана, Региональная группа 66: Самарская область                                                                         |
| 153 | Кулик, Геннадий Васильевич           | 24.12.2007                  | избран, Региональная группа 18: Удмуртская Республика                                                                      |
| 154 | Кульмухаметов, Энгельс Варисович     | 24.12.2007                  | избран, Региональная группа 3: Республика Башкортостан                                                                     |
| 155 | Кущёв, Вячеслав Митрофанович         | 24.12.2007                  | избран, Региональная группа 64: Ростовская область                                                                         |
| 156 | Лазарев, Георгий Геннадьевич         | 24.12.2007                  | избран, Региональная группа 77: Челябинская область                                                                        |
| 157 | Лазуткин, Виктор Александрович       | 19.09.2011                  | передан мандат Соловьёва А. А. (Саратовская область), Региональная группа 30: Амурская область                             |
| 158 | Лапшина, Елена Николаевна            | 31.03.2011                  | передан мандат Капкова С. А. (Магаданская область, Чукотский автономный округ), Региональная группа 42: Ивановская область |
| 159 | Лахова, Екатерина Филипповна         | 24.12.2007                  | избрана, Региональная группа 34: Брянская область                                                                          |
| 160 | Лебедев, Олег Владимирович           | 24.12.2007                  | передан мандат Савченко Е. С., Региональная группа 33: Белгородская область                                                |
| 161 | Лебедь, Алексей Иванович             | 28.01.2009                  | передан мандат Зимина В. М., Региональная группа 19: Республика Хакасия                                                    |
| 162 | Леонтьев, Георгий Карпеевич          | 24.12.2007                  | избран, Региональная группа 69: Свердловская область                                                                       |
| 163 | Липатов, Юрий Александрович          | 24.12.2007                  | избран, Региональная группа 54: Московская область                                                                         |
| 164 | Лисицын, Анатолий Иванович           | 24.12.2007                  | избран, Региональная группа 79: Ярославская область                                                                        |
|     | Лобанов, Иван Васильевич             | 24.12.2007                  | избран, Региональная группа 62: Пензенская область                                                                         |
| 165 | Макаров, Андрей Михайлович           | 24.12.2007                  | избран, Региональная группа 46: Кемеровская область                                                                        |
| 166 | Максимова, Надежда Сергеевна         | 24.12.2007                  | избрана, Региональная группа 9: Карачаево-Черкесская Республика                                                            |
| 167 | Малашенко, Виктор Александрович      | 24.12.2007                  | передан мандат Денина Н. В., Региональная группа 34: Брянская область                                                      |
| 168 | Малеев, Валерий Геннадьевич          | 24.12.2007                  | избран, Региональная группа 43: Иркутская область, Усть-Ордынский Бурятский автономный округ                               |
| 169 | Мальчихин, Валерий Андреевич         | 24.12.2007                  | передан мандат Калистратова Н. Я., Региональная группа 31: Архангельская область, Ненецкий автономный округ                |
| 170 | Манаров, Муса Хираманович            | 24.12.2007                  | избран, Региональная группа 5: Республика Дагестан                                                                         |
|     | Марков, Владимир Константинович      | 24.12.2007                  | передан мандат Булаева Н. И., Региональная группа 65: Рязанская область                                                    |
| 171 | Марков, Сергей Александрович         | 24.12.2007                  | избран, Региональная группа 80: Город Москва                                                                               |
| 172 | Матханов, Владимир Эдуардович        | 24.12.2007                  | передан мандат Наговицына В. В., Региональная группа 4: Республика Бурятия                                                 |
| 173 | Медведев, Евгений Николаевич         | 24.12.2007                  | передан мандат Голубева В. Ю., Региональная группа 54: Московская область                                                  |
| 174 | Медведев, Павел Алексеевич           | 24.12.2007                  | передан мандат Жукова А. Д., Региональная группа 80: Город Москва                                                          |
| 175 | Медведев, Юрий Германович            | 24.12.2007                  | передан мандат Трутнева Ю. П., Региональная группа 26: Пермский край                                                       |
| 176 | Мединский, Владимир Ростиславович    | 24.12.2007                  | передан мандат Королёва О. П., Региональная группа 52: Липецкая область                                                    |
| 177 | Мещерякова, Татьяна Григорьевна      | 02.02.2011                  | передан мандат Ольшанского Н. М., Региональная группа 41: Воронежская область — Павловская                                 |
| 178 | Михалёв, Борис Владимирович          | 16.12.2009                  | передан мандат скончавшегося Дюдяева Г. Т., Региональная группа 46: Кемеровская область                                    |
| 179 | Мищенко, Максим Николаевич           | 24.12.2007                  | избран, Региональная группа 77: Челябинская область                                                                        |
| 180 | Морозов, Андрей Андреевич            | 24.12.2007                  | избран, Региональная группа 77: Челябинская область                                                                        |
| 181 | Морозов, Олег Викторович             | 24.12.2007                  | избран, Региональная группа 16: Республика Татарстан (Татарстан)                                                           |
| 182 | Москалец, Александр Петрович         | 24.12.2007                  | передан мандат Толоконского В. А., Региональная группа 58: Новосибирская область                                           |
| 183 | Мукабенова, Марина Алексеевна        | 24.12.2007                  | передан мандат Илюмжинова К. Н., Региональная группа 8: Республика Калмыкия                                                |
| 184 | Мурзабаева, Салия Шарифьяновна       | 24.12.2007                  | избрана, Региональная группа 3: Республика Башкортостан                                                                    |
| 185 | Мусалимов, Николай Николаевич        | 24.12.2007                  | передан мандат Волкова А. А., Региональная группа 18: Удмуртская Республика                                                |
| 186 | Муслимов, Ильяз Булатович            | 24.12.2007                  | избран, Региональная группа 38: Волгоградская область — Михайловская                                                       |
| 187 | Муцоев, Зелимхан Аликоевич           | 24.12.2007                  | избран, Региональная группа 69: Свердловская область                                                                       |
| 188 | Назаров, Андрей Геннадьевич          | 24.12.2007                  | избран, Региональная группа 3: Республика Башкортостан                                                                     |
| 189 | Неверов, Сергей Иванович             | 24.12.2007                  | избран, Региональная группа 22: Алтайский край                                                                             |
| 190 | Ненашев, Михаил Петрович             | 24.12.2007                  | передан мандат Евдокимова Ю. А., Региональная группа 55: Мурманская область                                                |
| 191 | Нефёдов, Виктор Леонидович           | 24.12.2007                  | передан мандат Чернышёва А. А., Региональная группа 60: Оренбургская область                                               |
| 192 | Никонов, Борис Иванович              | 24.12.2007                  | избран, Региональная группа 69: Свердловская область                                                                       |
| 193 | Новикова, Клавдия Николаевна         | 24.12.2007                  | передан мандат Мухаметшина Ф. Х., Региональная группа 16: Республика Татарстан (Татарстан)                                 |
|     | Носкова, Ольга Владимировна          | 24.12.2007                  | избрана, Региональная группа 56: Нижегородская область                                                                     |
| 194 | Нюдюрбегов, Асанбуба Нюдюрбегович    | 24.12.2007                  | передан мандат Зайналова Ш. М., Региональная группа 5: Республика Дагестан                                                 |
|     | Овсянников, Сергей Александрович     | 24.12.2007                  | избран, Региональная группа 67: Саратовская область                                                                        |
| 195 | Огоньков, Алексей Валентинович       | 05.05.2011                  | передан мандат Тягунова А. А., Региональная группа 72: Тверская область                                                    |
| 196 | Озеров, Сергей Павлович              | 24.12.2007                  | избран, Региональная группа 24: Краснодарский край                                                                         |
|     | Ольшанский, Николай Михайлович       | 24.12.2007                  | избран, Региональная группа 41: Воронежская область — Павловская                                                           |
| 197 | Онищенко, Ольга Владимировна         | 24.12.2007                  | передан мандат Беспаликова А. А., Региональная группа 58: Новосибирская область                                            |
| 198 | Орлова, Надежда Павловна             | 23.03.2011                  | передан мандат Комиссарова В. Я. (Республика Марий Эл), Региональная группа 45: Калужская область                          |
| 199 | Осадчий, Сергей Юрьевич              | 24.12.2007                  | избран, Региональная группа 80: Город Москва                                                                               |
| 200 | Осипов, Вячеслав Константинович      | 24.12.2007                  | передан мандат Конакова В. В., Региональная группа 13: Республика Мордовия                                                 |
| 201 | Острягин, Анатолий Иванович          | 24.12.2007                  | передан мандат Неёлова Ю. В., Региональная группа 83: Ямало-Ненецкий автономный округ                                      |
| 202 | Панина, Елена Владимировна           | 24.12.2007                  | избрана, Региональная группа 80: Город Москва                                                                              |
| 203 | Панков, Николай Васильевич           | 24.12.2007                  | избран, Региональная группа 67: Саратовская область                                                                        |
| 204 | Панов, Валерий Викторович            | 24.12.2007                  | избран, Региональная группа 77: Челябинская область                                                                        |
| 205 | Пекарев, Владимир Янович             | 24.12.2007                  | передан мандат Антоновой Л. Н., Региональная группа 54: Московская область                                                 |
| 206 | Пекпеев, Сергей Тимурович            | 24.12.2007                  | передан мандат Бердникова А. В., Региональная группа 2: Республика Алтай                                                   |
| 207 | Пепеляева, Лиана Витальевна          | 24.12.2007                  | передан мандат Городецкого В. Ф., Региональная группа 58: Новосибирская область                                            |
| 208 | Песковская, Юлия Анатольевна         | 24.12.2007                  | передан мандат Штырова В. А., Региональная группа 14: Республика Саха (Якутия)                                             |
| 209 | Петров, Сергей Валериевич            | 24.12.2007                  | избран, Региональная группа 51: Ленинградская область                                                                      |
| 210 | Пехтин, Владимир Алексеевич          | 24.12.2007                  | избран, Региональная группа 27: Приморский край                                                                            |
| 211 | Пивненко, Валентина Николаевна       | 24.12.2007                  | передан мандат Катанандова С. Л., Региональная группа 10: Республика Карелия                                               |
| 212 | Пирожникова, Людмила Владимировна    | 05.05.2011                  | передан мандат Вороновой Т. Г., Региональная группа 43: Иркутская область, Усть-Ордынский Бурятский автономный округ       |
| 213 | Плахотников, Алексей Михайлович      | 24.12.2007                  | передан мандат Бетина О. И., Региональная группа 71: Тамбовская область                                                    |
| 214 | Плескачевский, Виктор Семёнович      | 24.12.2007                  | избран, Региональная группа 77: Челябинская область                                                                        |
| 215 | Плигин, Владимир Николаевич          | 24.12.2007                  | избран, Региональная группа 64: Ростовская область                                                                         |
| 216 | Попов, Александр Васильевич          | 24.12.2007                  | избран, Региональная группа 64: Ростовская область                                                                         |
| 217 | Попов, Сергей Александрович          | 24.12.2007                  | избран, Региональная группа 59: Омская область                                                                             |
| 218 | Прозоровский, Валерий Владимирович   | 24.12.2007                  | избран, Региональная группа 32: Астраханская область                                                                       |
| 219 | Пугачёва, Наталья Васильевна         | 24.12.2007                  | передан мандат Колесова Н. А., Региональная группа 30: Амурская область                                                    |
| 220 | Пузанов, Игорь Евгеньевич            | 24.12.2007                  | избран, Региональная группа 81: Город Санкт-Петербург                                                                      |
| 221 | Расторгуев Николай Вячеславович      | 03.02.2010                  | передан мандат Сметанюка С. И. (Тюменская область), Региональная группа 28: Ставропольский край                            |
| 222 | Резник, Борис Львович                | 24.12.2007                  | передан мандат Ишаева В. И., Региональная группа 29: Хабаровский край, Еврейская автономная область                        |
| 223 | Резник, Владислав Матусович          | 24.12.2007                  | избран, Региональная группа 81: Город Санкт-Петербург                                                                      |
| 224 | Роднина, Ирина Константиновна        | 24.12.2007                  | передан мандат Полежаева Л. К., Региональная группа 59: Омская область                                                     |
| 225 | Розуван, Алексей Михайлович          | 24.12.2007                  | избран, Региональная группа 47: Кировская область                                                                          |
| 226 | Руденский, Игорь Николаевич          | 24.12.2007                  | избран, Региональная группа 62: Пензенская область                                                                         |
| 227 | Рыжак, Николай Викторович            | 24.12.2007                  | избран, Региональная группа 22: Алтайский край                                                                             |
| 228 | Рыков, Константин Игоревич           | 24.12.2007                  | избран, Региональная группа 56: Нижегородская область                                                                      |
|     | Рязанский, Валерий Владимирович      | 24.12.2007                  | избран, Региональная группа 50: Курская область                                                                            |
| 229 | Сабадаш, Алексей Владиславович       | 24.12.2007                  | избран, Региональная группа 3: Республика Башкортостан                                                                     |
| 230 | Саблин, Дмитрий Вадимович            | 24.12.2007                  | избран, Региональная группа 54: Московская область                                                                         |
| 231 | Саввиди, Иван Игнатьевич             | 24.12.2007                  | избран, Региональная группа 64: Ростовская область                                                                         |
| 232 | Савельев, Дмитрий Владимирович       | 24.12.2007                  | избран, Региональная группа 74: Тульская область                                                                           |
| 233 | Савенко, Юрий Алексеевич             | 24.12.2007                  | избран, Региональная группа 44: Калининградская область                                                                    |
| 234 | Савченко, Олег Владимирович          | 24.12.2007                  | избран, Региональная группа 38: Волгоградская область — Михайловская                                                       |
| 235 | Сагитов, Ринат Шайхимансурович       | 24.12.2007                  | избран, Региональная группа 3: Республика Башкортостан                                                                     |
| 236 | Салихов, Хафиз Миргазямович          | 24.12.2007                  | избран, Региональная группа 16: Республика Татарстан (Татарстан)                                                           |
| 237 | Самойлов, Евгений Александрович      | 24.12.2007                  | избран, Региональная группа 11: Республика Коми                                                                            |
| 238 | Сарычев, Александр Викторович        | 24.12.2007                  | передан мандат Филипенко А. В., Региональная группа 82: Ханты-Мансийский автономный округ — Югра                           |
| 239 | Сафаралиев, Гаджимет Керимович       | 24.12.2007                  | избран, Региональная группа 5: Республика Дагестан                                                                         |
| 240 | Свердлов, Юрий Владимирович          | 24.12.2007                  | избран, Региональная группа 22: Алтайский край                                                                             |
| 241 | Семёнов, Виктор Александрович        | 24.12.2007                  | избран, Региональная группа 54: Московская область                                                                         |
| 242 | Семёнов, Павел Владимирович          | 24.12.2007                  | избран, Региональная группа 21: Чувашская Республика — Чувашия                                                             |
| 243 | Семёнова, Екатерина Юрьевна          | 24.12.2007                  | передан мандат Якушева В. В., Региональная группа 75: Тюменская область                                                    |
|     | Сергеева, Гульнара Ильдусовна        | 24.12.2007                  | передан мандат Шаймиева М. Ш., Региональная группа 16: Республика Татарстан (Татарстан)                                    |
| 244 | Серебров, Лев Борисович              | 24.12.2007                  | избран, Региональная группа 54: Московская область                                                                         |
| 245 | Сибагатуллин, Фатих Саубанович       | 24.12.2007                  | избран, Региональная группа 16: Республика Татарстан (Татарстан)                                                           |
| 246 | Симановский, Леонид Яковлевич        | 24.12.2007                  | избран, Региональная группа 82: Ханты-Мансийский автономный округ — Югра                                                   |
| 247 | Сихарулидзе, Антон Тариэльевич       | 24.12.2007                  | передан мандат Матвиенко В. И., Региональная группа 81: Город Санкт-Петербург                                              |
| 248 | Скоробогатько, Александр Иванович    | 24.12.2007                  | избран, Региональная группа 24: Краснодарский край                                                                         |
| 249 | Скоч, Андрей Владимирович            | 24.12.2007                  | избран, Региональная группа 33: Белгородская область                                                                       |
| 250 | Скруг, Валерий Степанович            | 25.05.2011                  | передан мандат Сысоева А. М. (Воронежская область — Павловская), Региональная группа 33: Белгородская область              |
| 251 | Слиска, Любовь Константиновна        | 24.12.2007                  | избрана, Региональная группа 46: Кемеровская область                                                                       |
|     | Сметанюк, Сергей Иванович            | 24.12.2007                  | избран, Региональная группа 75: Тюменская область                                                                          |
| 252 | Соколова, Ирина Валерьевна           | 06.05.2009                  | передан мандат Коваля А. П. (Свердловская область), Региональная группа 81: Город Санкт-Петербург                          |
|     | Соловьёв, Александр Александрович    | 17.12.2008                  | передан мандат Овсянникова С. А., Региональная группа 67: Саратовская область                                              |
|     | Стальмахов, Владимир Александрович † | 24.12.2007                  | передан мандат Шанцева В. П., Региональная группа 56: Нижегородская область                                                |
| 253 | Стародубец, Анатолий Сергеевич       | 24.12.2007                  | передан мандат Волончунаса В. В., Региональная группа 79: Ярославская область                                              |
| 254 | Степанова, Зоя Михайловна            | 24.12.2007                  | избрана, Региональная группа 64: Ростовская область                                                                        |
| 255 | Сутягинский, Михаил Александрович    | 24.12.2007                  | избран, Региональная группа 59: Омская область                                                                             |
|     | Сысоев, Александр Митрофанович       | 24.12.2007                  | избран, Региональная группа 41: Воронежская область — Павловская                                                           |
| 256 | Таранин, Виктор Иванович             | 24.12.2007                  | избран, Региональная группа 80: Город Москва                                                                               |
| 257 | Тарасенко, Михаил Васильевич         | 24.12.2007                  | передан мандат Гулевского М. В., Региональная группа 52: Липецкая область                                                  |
| 258 | Терентьев, Михаил Борисович          | 24.12.2007                  | избран, Региональная группа 54: Московская область                                                                         |
| 259 | Тимченко, Вячеслав Степанович        | 24.12.2007                  | избран, Региональная группа 75: Тюменская область                                                                          |
| 260 | Ткачёв, Алексей Николаевич           | 24.12.2007                  | избран, Региональная группа 24: Краснодарский край                                                                         |
| 261 | Толстопятов, Василий Васильевич      | 24.12.2007                  | избран, Региональная группа 24: Краснодарский край                                                                         |
| 262 | Третьяк, Владислав Александрович     | 24.12.2007                  | избран, Региональная группа 67: Саратовская область                                                                        |
| 263 | Туголуков, Евгений Александрович     | 24.12.2007                  | избран, Региональная группа 64: Ростовская область                                                                         |
|     | Тягунов, Александр Александрович     | 24.12.2007                  | передан мандат Лебедева О. С., Региональная группа 72: Тверская область                                                    |
| 264 | Тян, Любомир Индекович               | 03.08.2011                  | передан мандат Носковой О. В., Региональная группа 56: Нижегородская область                                               |
| 265 | Уварова, Ольга Евгеньевна            | 03.11.2010                  | передан мандат Володина В. В., Региональная группа 67: Саратовская область                                                 |
| 266 | Усачев, Виктор Васильевич            | 24.12.2007                  | избран, Региональная группа 64: Ростовская область                                                                         |
| 267 | Усольцев, Василий Иванович           | 24.12.2007                  | избран, Региональная группа 27: Приморский край                                                                            |
| 268 | Фадзаев, Арсен Сулейманович          | 24.12.2007                  | передан мандат Мамсурова Т. Д., Региональная группа 15: Республика Северная Осетия — Алания                                |
| 269 | Фахритдинов, Иршат Юнирович          | 24.12.2007                  | избран, Региональная группа 3: Республика Башкортостан                                                                     |
| 270 | Фёдоров, Евгений Алексеевич          | 24.12.2007                  | избран, Региональная группа 44: Калининградская область                                                                    |
| 271 | Фокин, Александр Иванович            | 24.12.2007                  | избран, Региональная группа 46: Кемеровская область                                                                        |
| 272 | Фомин, Аркадий Васильевич            | 24.12.2007                  | передан мандат Гордеева А. В., Региональная группа 65: Рязанская область                                                   |
| 273 | Фурман, Александр Борисович          | 24.12.2007                  | избран, Региональная группа 3: Республика Башкортостан                                                                     |
| 274 | Хаджебиеков, Руслан Гиссович         | 24.12.2007                  | передан мандат Тхакушинова А. К., Региональная группа 1: Республика Адыгея (Адыгея)                                        |
| 275 | Хайруллин, Айрат Назипович           | 24.12.2007                  | избран, Региональная группа 16: Республика Татарстан (Татарстан)                                                           |
| 276 | Хамчиев, Белан Багаудинович          | 24.12.2007                  | избран, Региональная группа 6: Республика Ингушетия                                                                        |
| 277 | Хинштейн, Александр Евсеевич         | 24.12.2007                  | избран, Региональная группа 56: Нижегородская область                                                                      |
| 278 | Хор, Глеб Яковлевич                  | 24.12.2007                  | избран, Региональная группа 24: Краснодарский край                                                                         |
| 279 | Хоркина, Светлана Васильевна         | 24.12.2007                  | избрана, Региональная группа 33: Белгородская область                                                                      |
| 280 | Цветова, Любовь Михайловна           | 24.12.2007                  | передан мандат Богомолова О. А., Региональная группа 49: Курганская область                                                |
| 281 | Чайка, Валентин Васильевич           | 24.12.2007                  | передан мандат Морозова С. И., Региональная группа 76: Ульяновская область                                                 |
| 282 | Черкесова, Виктория Валерьевна       | 24.12.2007                  | избрана, Региональная группа 16: Республика Татарстан (Татарстан)                                                          |
| 283 | Чернышенко, Игорь Константинович     | 24.12.2007                  | избран, Региональная группа 55: Мурманская область                                                                         |
| 284 | Чернявский, Валентин Семёнович       | 24.12.2007                  | передан мандат Шрейдера В. Ф., Региональная группа 59: Омская область                                                      |
| 285 | Чижов, Сергей Викторович             | 24.12.2007                  | избран, Региональная группа 40: Воронежская область — Воронежская                                                          |
| 286 | Чилингаров, Артур Николаевич         | 24.12.2007                  | избран, Региональная группа 31: Архангельская область, Ненецкий автономный округ                                           |
| 287 | Чиркин, Андрей Борисович             | 24.12.2007                  | избран, Региональная группа 29: Хабаровский край, Еврейская автономная область                                             |
| 288 | Чухраёв, Александр Михайлович        | 24.12.2007                  | избран, Региональная группа 50: Курская область                                                                            |
| 289 | Шаврин, Сергей Иванович              | 29.12.2010                  | передан мандат Исаева Э. Ф. (Республика Башкортостан), Региональная группа 80: Город Москва                                |
| 290 | Шаккум, Мартин Люцианович            | 24.12.2007                  | избран, Региональная группа 54: Московская область                                                                         |
| 291 | Швалев, Фёдор Михайлович             | 24.12.2007                  | избран, Региональная группа 64: Ростовская область                                                                         |
| 292 | Шевцов, Георгий Егорович             | 24.12.2007                  | избран, Региональная группа 39: Вологодская область                                                                        |
| 293 | Шиманов, Александр Алексеевич        | 24.12.2007                  | передан мандат Сердюкова В. П., Региональная группа 51: Ленинградская область                                              |
| 294 | Шипунов, Константин Борисович        | 25.09.2008                  | передан мандат Гришина В. И. (от Республики Мордовия), Региональная группа 51: Ленинградская область                       |
| 295 | Шихсаидов, Хизри Исаевич             | 24.12.2007                  | избран, Региональная группа 5: Республика Дагестан                                                                         |
| 296 | Шишкарёв, Сергей Николаевич          | 24.12.2007                  | избран, Региональная группа 24: Краснодарский край                                                                         |
| 297 | Шишкин, Александр Геннадьевич        | 24.12.2007                  | передан мандат Тихомирова А. Ф., Региональная группа 29: Хабаровский край, Еврейская автономная область                    |
| 298 | Школкина Надежда Васильевна          | 23.03.2011                  | передан мандат Маркова В. К., Региональная группа 65: Рязанская область                                                    |
| 299 | Шлегель, Роберт Александрович        | 24.12.2007                  | избран, Региональная группа 24: Краснодарский край                                                                         |
| 300 | Шойгу, Лариса Кужугетовна            | 24.12.2007                  | передан мандат Кара-оола Ш. В., Региональная группа 17: Республика Тыва                                                    |
| 301 | Шоршоров, Степан Мкртычевич          | 24.12.2007                  | передан мандат Строева Е. С., Региональная группа 61: Орловская область                                                    |
| 302 | Шуба, Виталий Борисович              | 24.12.2007                  | избран, Региональная группа 43: Иркутская область, Усть-Ордынский Бурятский автономный округ                               |
| 303 | Шубина, Любовь Фёдоровна             | 24.12.2007                  | передан мандат Хорошавина А. В., Региональная группа 68: Сахалинская область                                               |
| 304 | Шхагошев, Адальби Люлевич            | 24.12.2007                  | передан мандат Канокова А. Б., Региональная группа 7: Кабардино-Балкарская Республика                                      |
| 305 | Эверстов, Михаил Ильич               | 24.12.2007                  | избран, Региональная группа 14: Республика Саха (Якутия)                                                                   |
| 306 | Эркенов, Ахмат Чокаевич              | 24.12.2007                  | избран, Региональная группа 9: Карачаево-Черкесская Республика                                                             |
| 307 | Южилин, Виталий Александрович        | 24.12.2007                  | избран, Региональная группа 81: Город Санкт-Петербург                                                                      |
| 308 | Юсупов, Марсель Харисович            | 24.12.2007                  | избран, Региональная группа 3: Республика Башкортостан                                                                     |
| 309 | Язев, Валерий Афонасьевич            | 24.12.2007                  | избран, Региональная группа 69: Свердловская область                                                                       |
| 310 | Якимов, Виктор Васильевич            | 24.12.2007                  | избран, Региональная группа 69: Свердловская область                                                                       |
| 311 | Яковлева, Лариса Николаевна          | 24.12.2007                  | передан мандат Маркелова Л. И., Региональная группа 12: Республика Марий Эл                                                |
| 312 | Яковлева, Татьяна Владимировна       | 24.12.2007                  | избрана, Региональная группа 42: Ивановская область                                                                        |
| 313 | Янаков, Эдуард Якимович              | 25.09.2008                  | передан мандат Есиповского И. Э., Региональная группа 30: Амурская область                                                 |
| 314 | Яровая, Ирина Анатольевна            | 24.12.2007                  | передан мандат Кузьмицкого А. А., Региональная группа 23: Камчатский край                                                  |
| 315 | Яхихажиев, Саид Кожалович            | 24.12.2007                  | передан мандат Кадырова Р. А., Региональная группа 20: Чеченская Республика                                                |

## Отказавшиеся от мандатов депутаты[106]
Ниже приведён список депутатов ГД ФС РФ пятого созыва (в алфавитном порядке), избранных в нижнюю палату парламента согласно Постановлению ЦИК РФ от 8 декабря 2007 г., № 72/591-V «О результатах выборов депутатов Государственной Думы Федерального Собрания Российской Федерации пятого созыва», но впоследствии отказавшихся от мандатов на основании личных заявлений:

### КПРФ
Мандаты признаны вакантными Постановлением ЦИК РФ от 13 декабря 2007 г. № 73/592-V:
- Васильев, Николай Иванович
- Кравец, Александр Алексеевич
- Осадчий, Николай Иванович

### ЛДПР
Мандаты признаны вакантными согласно Постановлению ЦИК РФ 13 декабря 2007 г. № 73/593-V:
- Петров, Сергей Игоревич
- Прокопенко, Василий Дмитриевич

### «Справедливая Россия: Родина/Пенсионеры/Жизнь»
Мандаты признаны вакантными Постановлением ЦИК РФ от 13 декабря 2007 г. № 73/594-V:
- Бочкарев, Александр Анатольевич
- Войтовский, Владимир Тихонович
- Золотухин, Валерий Сергеевич
- Митин, Александр Николаевич
- Соколов, Александр Сергеевич
- Тархов, Виктор Александрович

### «Единая Россия»
Мандаты признаны вакантными Постановлением ЦИК РФ от 13 декабря 2007 г. № 73/595-V:
- Алиев, Муху Гимбатович
- Антонова, Лидия Николаевна
- Артамонов, Анатолий Дмитриевич
- Артяков, Владимир Владимирович
- Бекетов, Владимир Андреевич
- Бердников, Александр Васильевич
- Беспаликов, Алексей Акимович
- Бетин, Олег Иванович
- Богомолов, Олег Алексеевич
- Боос, Георгий Валентинович
- Васильев, Владимир Николаевич
- Волков, Александр Александрович
- Волончунас, Виктор Владимирович
- Воронин, Игорь Николаевич
- Гениатулин, Равиль Фаритович
- Голубев, Василий Юрьевич
- Гордеев, Алексей Васильевич
- Городецкий, Владимир Филиппович
- Громов, Борис Всеволодович
- Гулевский, Михаил Владимирович
- Дарькин, Сергей Михайлович
- Девяткин, Николай Андреевич
- Денин, Николай Васильевич
- Дудка, Вячеслав Дмитриевич
- Евдокимов, Юрий Алексеевич
- Жилкин, Александр Александрович
- Жуков, Александр Дмитриевич
- Зайналов, Шамиль Магомедович
- Зеленин, Дмитрий Вадимович
- Зенищев, Роман Валерьевич
- Илюмжинов, Кирсан Николаевич
- Ишаев, Виктор Иванович
- Кабанов, Владимир Александрович
- Кадыров, Рамзан Ахматович
- Калистратов, Николай Яковлевич
- Каноков, Арсен Баширович
- Кара-оол, Шолбан Валерьевич
- Карлин, Александр Богданович
- Катанандов, Сергей Леонидович
- Кирилин, Александр Николаевич
- Колесов, Николай Александрович
- Конаков, Валентин Васильевич
- Королёв, Олег Петрович
- Котельников, Геннадий Петрович
- Кресс, Виктор Мельхиорович
- Кузнецов, Михаил Варфоломеевич
- Кузьмицкий, Алексей Алексеевич
- Кулагин, Дмитрий Владимирович
- Лебедев, Олег Станиславович
- Лужков, Юрий Михайлович
- Мамсуров, Таймураз Дзамбекович
- Маркелов, Леонид Игоревич
- Матвиенко, Валентина Ивановна
- Мень, Михаил Александрович
- Меркушкин, Николай Иванович
- Митин, Сергей Герасимович
- Михайлов, Александр Николаевич
- Михалёв, Анатолий Дмитриевич[107]
- Морозов, Сергей Иванович
- Мухаметшин, Фарид Хайруллович
- Наговицын, Вячеслав Владимирович
- Неёлов, Юрий Васильевич
- Некрасов, Сергей Геннадьевич
- Петров, Владимир Иванович
- Пимашков, Пётр Иванович
- Позгалёв, Вячеслав Евгеньевич
- Полежаев, Леонид Константинович
- Пономаренко, Владимир Лукьянович
- Путин, Владимир Владимирович
- Рахимов, Муртаза Губайдуллович
- Рашников, Виктор Филиппович
- Россель, Эдуард Эргартович
- Рыбаков, Александр Петрович
- Савченко, Евгений Степанович
- Сердюков, Валерий Павлович
- Сидоров, Владимир Карпович[108]
- Строев, Егор Семёнович
- Сумин, Пётр Иванович
- Тихомиров, Анатолий Фёдорович
- Тишанин, Александр Георгиевич
- Ткачёв, Александр Николаевич
- Толоконский, Виктор Александрович
- Трутнев, Юрий Петрович
- Тулеев, Аман Гумирович
- Тхакушинов, Асланчерий Китович
- Фёдоров, Николай Васильевич
- Филипенко, Александр Васильевич
- Хлопонин, Александр Геннадьевич
- Хоронен, Михаил Яковлевич[109]
- Хорошавин, Александр Вадимович
- Чернецкий, Аркадий Михайлович
- Чернышев, Алексей Андреевич
- Чуб, Владимир Фёдорович
- Шаймиев, Минтимер Шарипович
- Шанцев, Валерий Павлинович
- Шойгу, Сергей Кужугетович
- Шрейдер, Виктор Филиппович
- Штыров, Вячеслав Анатольевич
- Юревич, Михаил Валерьевич
- Якубовский, Владимир Викторович
- Якушев, Владимир Владимирович